# Volta a Cataluña 2023
La 102.ª edición de la competición ciclista Volta a Cataluña fue una carrera de ciclismo en ruta por etapas que se celebró entre el 20 y el 26 de marzo de 2023 en Cataluña con inicio en la ciudad de San Felíu de Guixols y final en la ciudad de Barcelona sobre un recorrido de 1185,3 kilómetros.
La carrera hizo parte del UCI WorldTour 2023, calendario ciclístico de máximo nivel mundial, y fue la novena carrera de dicho circuito. El vencedor final fue el esloveno Primož Roglič del Jumbo-Visma y estuvo acompañado en el podio por el belga Remco Evenepoel del Soudal Quick-Step y el portugués João Almeida del UAE Emirates, segundo y tercer clasificado respectivamente.

## Equipos participantes
Tomaron parte en la carrera 25 equipos: 18 de categoría UCI WorldTeam y 7 de categoría UCI ProTeam. Formaron así un pelotón de 175 ciclistas de los que acabaron 130. Los equipos participantes son:
| WorldTeams (18)- AG2R Citroën Team - Astana Qazaqstan Team - Alpecin-Deceuninck - Bahrain Victorious - Bora-Hansgrohe - Cofidis - EF Education-EasyPost - Groupama-FDJ - Ineos Grenadiers - Intermarché-Circus-Wanty - Jumbo-Visma - Movistar Team - Soudal Quick-Step - Arkéa-Samsic - Team DSM - Team Jayco AlUla - Trek-Segafredo - UAE Team Emirates ProTeams (7)- Burgos-BH - Caja Rural-Seguros RGA - Equipo Kern Pharma - Euskaltel-Euskadi - Israel-Premier Tech - Lotto Dstny - Uno-X Pro Cycling Team |
| |

## Recorrido
| Etapa     | Fecha     | Recorrido                                   | type                   | Distancia (km) | Desnivel (m) | Ganador         | Líder         |
| --------- | --------- | ------------------------------------------- | ---------------------- | -------------- | ------------ | --------------- | ------------- |
| 1.ª etapa | 20 de mar | San Feliu de Guíxols – San Feliu de Guíxols | etapa llana            | 164,6          | 2090 m       | Primož Roglič   | Primož Roglič |
| 2.ª etapa | 21 de mar | Mataró – Vallter 2000                       | etapa de montaña       | 165,4          | 3289 m       | Giulio Ciccone  | Primož Roglič |
| 3.ª etapa | 22 de mar | Olost – La Molina                           | etapa de montaña       | 180,6          | 3995 m       | Remco Evenepoel | Primož Roglič |
| 4.ª etapa | 23 de mar | Llivia – Sabadell                           | etapa llana            | 188,2          | 2437 m       | Kaden Groves    | Primož Roglič |
| 5.ª etapa | 24 de mar | Tortosa – Tierras del Ebro                  | etapa de montaña       | 176,6          | 2623 m       | Primož Roglič   | Primož Roglič |
| 6.ª etapa | 25 de mar | Martorell – Molins de Rey                   | etapa de media montaña | 174,1          | 2574 m       | Kaden Groves    | Primož Roglič |
| 7.ª etapa | 26 de mar | Barcelona – Barcelona                       | etapa de media montaña | 135,8          | 1914 m       | Remco Evenepoel | Primož Roglič |

## Desarrollo de la carrera

### 1.ª etapa
| San Feliu de Guíxols - San Feliu de Guíxols | etapa llana | (164,6 km) |

| \| Clasificación de la etapa \| Clasificación de la etapa \| Clasificación de la etapa \| Clasificación de la etapa \| Clasificación de la etapa \| \| Ciclista \| Ciclista \| Equipo \| Tiempo \| \| \| ------------------------- \| ------------------------- \| ------------------------- \| ------------------------- \| ------------------------- \| \| 1.º \| Primož Roglič \| Jumbo-Visma \| 3 h 48 min 17 s \| \| \| 2.º \| Remco Evenepoel \| Soudal Quick-Step \| + 0 s \| \| \| 3.º \| Ide Schelling \| Bora-Hansgrohe \| + 0 s \| \| \| 4.º \| Maxim Van Gils \| Lotto Dstny \| + 0 s \| \| \| 5.º \| Giulio Ciccone \| Trek-Segafredo \| + 0 s \| \| \| 6.º \| Ethan Hayter \| Ineos Grenadiers \| + 0 s \| \| \| 7.º \| Dorian Godon \| AG2R Citroën Team \| + 0 s \| \| \| 8.º \| Ilan Van Wilder \| Soudal Quick-Step \| + 0 s \| \| \| 9.º \| Milan Menten \| Lotto Dstny \| + 0 s \| \| \| 10.º \| Bryan Coquard \| Cofidis \| + 0 s \| \| |                 |                   |                 |
| |                 |                   |                 |
| Fuente: ProCyclingStats |                 |                   |                 |
| Clasificación de la etapa |                 |                   |                 |
| Ciclista | Ciclista        | Equipo            | Tiempo          |
| 1.º | Primož Roglič   | Jumbo-Visma       | 3 h 48 min 17 s |
| 2.º | Remco Evenepoel | Soudal Quick-Step | + 0 s           |
| 3.º | Ide Schelling   | Bora-Hansgrohe    | + 0 s           |
| 4.º | Maxim Van Gils  | Lotto Dstny       | + 0 s           |
| 5.º | Giulio Ciccone  | Trek-Segafredo    | + 0 s           |
| 6.º | Ethan Hayter    | Ineos Grenadiers  | + 0 s           |
| 7.º | Dorian Godon    | AG2R Citroën Team | + 0 s           |
| 8.º | Ilan Van Wilder | Soudal Quick-Step | + 0 s           |
| 9.º | Milan Menten    | Lotto Dstny       | + 0 s           |
| 10.º | Bryan Coquard   | Cofidis           | + 0 s           |

| \| Clasificación general \| Clasificación general \| Clasificación general \| Clasificación general \| Clasificación general \| \| Ciclista \| Ciclista \| Equipo \| Tiempo \| \| \| --------------------- \| --------------------- \| --------------------- \| --------------------- \| --------------------- \| \| 1.º \| Primož Roglič \| Jumbo-Visma \| 3 h 48 min 07 s \| \| \| 2.º \| Remco Evenepoel \| Soudal Quick-Step \| + 4 s \| \| \| 3.º \| Ide Schelling \| Bora-Hansgrohe \| + 6 s \| \| \| 4.º \| Maxim Van Gils \| Lotto Dstny \| + 10 s \| \| \| 5.º \| Giulio Ciccone \| Trek-Segafredo \| + 10 s \| \| \| 6.º \| Ethan Hayter \| Ineos Grenadiers \| + 10 s \| \| \| 7.º \| Dorian Godon \| AG2R Citroën Team \| + 10 s \| \| \| 8.º \| Ilan Van Wilder \| Soudal Quick-Step \| + 10 s \| \| \| 9.º \| Milan Menten \| Lotto Dstny \| + 10 s \| \| \| 10.º \| Bryan Coquard \| Cofidis \| + 10 s \| \| |                 |                   |                 |
| |                 |                   |                 |
| Fuente: ProCyclingStats |                 |                   |                 |
| Clasificación general |                 |                   |                 |
| Ciclista | Ciclista        | Equipo            | Tiempo          |
| 1.º | Primož Roglič   | Jumbo-Visma       | 3 h 48 min 07 s |
| 2.º | Remco Evenepoel | Soudal Quick-Step | + 4 s           |
| 3.º | Ide Schelling   | Bora-Hansgrohe    | + 6 s           |
| 4.º | Maxim Van Gils  | Lotto Dstny       | + 10 s          |
| 5.º | Giulio Ciccone  | Trek-Segafredo    | + 10 s          |
| 6.º | Ethan Hayter    | Ineos Grenadiers  | + 10 s          |
| 7.º | Dorian Godon    | AG2R Citroën Team | + 10 s          |
| 8.º | Ilan Van Wilder | Soudal Quick-Step | + 10 s          |
| 9.º | Milan Menten    | Lotto Dstny       | + 10 s          |
| 10.º | Bryan Coquard   | Cofidis           | + 10 s          |

### 2.ª etapa
| Mataró - Vallter 2000 | etapa de montaña | (165,4 km) |

| \| Clasificación de la etapa \| Clasificación de la etapa \| Clasificación de la etapa \| Clasificación de la etapa \| Clasificación de la etapa \| \| Ciclista \| Ciclista \| Equipo \| Tiempo \| \| \| ------------------------- \| ------------------------- \| ------------------------- \| ------------------------- \| ------------------------- \| \| 1.º \| Giulio Ciccone \| Trek-Segafredo \| 4 h 13 min 37 s \| \| \| 2.º \| Primož Roglič \| Jumbo-Visma \| + 0 s \| \| \| 3.º \| Remco Evenepoel \| Soudal Quick-Step \| + 0 s \| \| \| 4.º \| Mikel Landa \| Bahrain Victorious \| + 11 s \| \| \| 5.º \| Adam Yates \| UAE Team Emirates \| + 11 s \| \| \| 6.º \| João Almeida \| UAE Team Emirates \| + 11 s \| \| \| 7.º \| Esteban Chaves \| EF Education-EasyPost \| + 15 s \| \| \| 8.º \| Michael Woods \| Israel-Premier Tech \| + 15 s \| \| \| 9.º \| Jai Hindley \| Bora-Hansgrohe \| + 15 s \| \| \| 10.º \| Cian Uijtdebroeks \| Bora-Hansgrohe \| + 15 s \| \| |                   |                       |                 |
| |                   |                       |                 |
| Fuente: ProCyclingStats |                   |                       |                 |
| Clasificación de la etapa |                   |                       |                 |
| Ciclista | Ciclista          | Equipo                | Tiempo          |
| 1.º | Giulio Ciccone    | Trek-Segafredo        | 4 h 13 min 37 s |
| 2.º | Primož Roglič     | Jumbo-Visma           | + 0 s           |
| 3.º | Remco Evenepoel   | Soudal Quick-Step     | + 0 s           |
| 4.º | Mikel Landa       | Bahrain Victorious    | + 11 s          |
| 5.º | Adam Yates        | UAE Team Emirates     | + 11 s          |
| 6.º | João Almeida      | UAE Team Emirates     | + 11 s          |
| 7.º | Esteban Chaves    | EF Education-EasyPost | + 15 s          |
| 8.º | Michael Woods     | Israel-Premier Tech   | + 15 s          |
| 9.º | Jai Hindley       | Bora-Hansgrohe        | + 15 s          |
| 10.º | Cian Uijtdebroeks | Bora-Hansgrohe        | + 15 s          |

| \| Clasificación general \| Clasificación general \| Clasificación general \| Clasificación general \| Clasificación general \| \| Ciclista \| Ciclista \| Equipo \| Tiempo \| \| \| --------------------- \| --------------------- \| --------------------- \| --------------------- \| --------------------- \| \| 1.º \| Primož Roglič \| Jumbo-Visma \| 8 h 01 min 38 s \| \| \| 2.º \| Remco Evenepoel \| Soudal Quick-Step \| + 6 s \| \| \| 3.º \| Giulio Ciccone \| Trek-Segafredo \| + 6 s \| \| \| 4.º \| Mikel Landa \| Bahrain Victorious \| + 27 s \| \| \| 5.º \| João Almeida \| UAE Team Emirates \| + 27 s \| \| \| 6.º \| Michael Woods \| Israel-Premier Tech \| + 31 s \| \| \| 7.º \| Jai Hindley \| Bora-Hansgrohe \| + 31 s \| \| \| 8.º \| Esteban Chaves \| EF Education-EasyPost \| + 31 s \| \| \| 9.º \| Cian Uijtdebroeks \| Bora-Hansgrohe \| + 41 s \| \| \| 10.º \| Marc Soler \| UAE Team Emirates \| + 46 s \| \| |                   |                       |                 |
| |                   |                       |                 |
| Fuente: ProCyclingStats |                   |                       |                 |
| Clasificación general |                   |                       |                 |
| Ciclista | Ciclista          | Equipo                | Tiempo          |
| 1.º | Primož Roglič     | Jumbo-Visma           | 8 h 01 min 38 s |
| 2.º | Remco Evenepoel   | Soudal Quick-Step     | + 6 s           |
| 3.º | Giulio Ciccone    | Trek-Segafredo        | + 6 s           |
| 4.º | Mikel Landa       | Bahrain Victorious    | + 27 s          |
| 5.º | João Almeida      | UAE Team Emirates     | + 27 s          |
| 6.º | Michael Woods     | Israel-Premier Tech   | + 31 s          |
| 7.º | Jai Hindley       | Bora-Hansgrohe        | + 31 s          |
| 8.º | Esteban Chaves    | EF Education-EasyPost | + 31 s          |
| 9.º | Cian Uijtdebroeks | Bora-Hansgrohe        | + 41 s          |
| 10.º | Marc Soler        | UAE Team Emirates     | + 46 s          |

### 3.ª etapa
| Olost - La Molina | etapa de montaña | (180,6 km) |

| \| Clasificación de la etapa \| Clasificación de la etapa \| Clasificación de la etapa \| Clasificación de la etapa \| Clasificación de la etapa \| \| Ciclista \| Ciclista \| Equipo \| Tiempo \| \| \| ------------------------- \| ------------------------- \| ------------------------- \| ------------------------- \| ------------------------- \| \| 1.º \| Remco Evenepoel \| Soudal Quick-Step \| 4 h 40 min 43 s \| \| \| 2.º \| Primož Roglič \| Jumbo-Visma \| + 2 s \| \| \| 3.º \| Giulio Ciccone \| Trek-Segafredo \| + 13 s \| \| \| 4.º \| Jai Hindley \| Bora-Hansgrohe \| + 13 s \| \| \| 5.º \| João Almeida \| UAE Team Emirates \| + 13 s \| \| \| 6.º \| Mikel Landa \| Bahrain Victorious \| + 13 s \| \| \| 7.º \| Michael Woods \| Israel-Premier Tech \| + 13 s \| \| \| 8.º \| Cian Uijtdebroeks \| Bora-Hansgrohe \| + 13 s \| \| \| 9.º \| Esteban Chaves \| EF Education-EasyPost \| + 13 s \| \| \| 10.º \| Romain Bardet \| Team DSM \| + 13 s \| \| |                   |                       |                 |
| |                   |                       |                 |
| Fuente: ProCyclingStats |                   |                       |                 |
| Clasificación de la etapa |                   |                       |                 |
| Ciclista | Ciclista          | Equipo                | Tiempo          |
| 1.º | Remco Evenepoel   | Soudal Quick-Step     | 4 h 40 min 43 s |
| 2.º | Primož Roglič     | Jumbo-Visma           | + 2 s           |
| 3.º | Giulio Ciccone    | Trek-Segafredo        | + 13 s          |
| 4.º | Jai Hindley       | Bora-Hansgrohe        | + 13 s          |
| 5.º | João Almeida      | UAE Team Emirates     | + 13 s          |
| 6.º | Mikel Landa       | Bahrain Victorious    | + 13 s          |
| 7.º | Michael Woods     | Israel-Premier Tech   | + 13 s          |
| 8.º | Cian Uijtdebroeks | Bora-Hansgrohe        | + 13 s          |
| 9.º | Esteban Chaves    | EF Education-EasyPost | + 13 s          |
| 10.º | Romain Bardet     | Team DSM              | + 13 s          |

| \| Clasificación general \| Clasificación general \| Clasificación general \| Clasificación general \| Clasificación general \| \| Ciclista \| Ciclista \| Equipo \| Tiempo \| \| \| --------------------- \| --------------------- \| --------------------- \| --------------------- \| --------------------- \| \| 1.º \| Primož Roglič \| Jumbo-Visma \| 38 h 10 min 22 s \| \| \| 2.º \| Remco Evenepoel \| Soudal Quick-Step \| + 0 s \| \| \| 3.º \| Giulio Ciccone \| Trek-Segafredo \| + 19 s \| \| \| 4.º \| Mikel Landa \| Bahrain Victorious \| + 44 s \| \| \| 5.º \| João Almeida \| UAE Team Emirates \| + 44 s \| \| \| 6.º \| Jai Hindley \| Bora-Hansgrohe \| + 48 s \| \| \| 7.º \| Michael Woods \| Israel-Premier Tech \| + 48 s \| \| \| 8.º \| Esteban Chaves \| EF Education-EasyPost \| + 48 s \| \| \| 9.º \| Cian Uijtdebroeks \| Bora-Hansgrohe \| + 58 s \| \| \| 10.º \| Marc Soler \| UAE Team Emirates \| + 1 min 12 s \| \| |                   |                       |                  |
| |                   |                       |                  |
| Fuente: ProCyclingStats |                   |                       |                  |
| Clasificación general |                   |                       |                  |
| Ciclista | Ciclista          | Equipo                | Tiempo           |
| 1.º | Primož Roglič     | Jumbo-Visma           | 38 h 10 min 22 s |
| 2.º | Remco Evenepoel   | Soudal Quick-Step     | + 0 s            |
| 3.º | Giulio Ciccone    | Trek-Segafredo        | + 19 s           |
| 4.º | Mikel Landa       | Bahrain Victorious    | + 44 s           |
| 5.º | João Almeida      | UAE Team Emirates     | + 44 s           |
| 6.º | Jai Hindley       | Bora-Hansgrohe        | + 48 s           |
| 7.º | Michael Woods     | Israel-Premier Tech   | + 48 s           |
| 8.º | Esteban Chaves    | EF Education-EasyPost | + 48 s           |
| 9.º | Cian Uijtdebroeks | Bora-Hansgrohe        | + 58 s           |
| 10.º | Marc Soler        | UAE Team Emirates     | + 1 min 12 s     |

### 4.ª etapa
| Llivia - Sabadell | etapa llana | (188,2 km) |

| \| Clasificación de la etapa \| Clasificación de la etapa \| Clasificación de la etapa \| Clasificación de la etapa \| Clasificación de la etapa \| \| Ciclista \| Ciclista \| Equipo \| Tiempo \| \| \| ------------------------- \| ------------------------- \| ------------------------- \| ------------------------- \| ------------------------- \| \| 1.º \| Kaden Groves \| Alpecin-Deceuninck \| 4 h 19 min 37 s \| \| \| 2.º \| Bryan Coquard \| Cofidis \| + 0 s \| \| \| 3.º \| Corbin Strong \| Israel-Premier Tech \| + 0 s \| \| \| 4.º \| Ide Schelling \| Bora-Hansgrohe \| + 0 s \| \| \| 5.º \| Clément Venturini \| AG2R Citroën Team \| + 0 s \| \| \| 6.º \| Frederik Wandahl \| Bora-Hansgrohe \| + 0 s \| \| \| 7.º \| Jon Aberasturi \| Trek-Segafredo \| + 0 s \| \| \| 8.º \| Milan Menten \| Lotto Dstny \| + 0 s \| \| \| 9.º \| Arne Marit \| Intermarché-Circus-Wanty \| + 0 s \| \| \| 10.º \| Simone Velasco \| Astana Qazaqstan Team \| + 0 s \| \| |                   |                          |                 |
| |                   |                          |                 |
| Fuente: ProCyclingStats |                   |                          |                 |
| Clasificación de la etapa |                   |                          |                 |
| Ciclista | Ciclista          | Equipo                   | Tiempo          |
| 1.º | Kaden Groves      | Alpecin-Deceuninck       | 4 h 19 min 37 s |
| 2.º | Bryan Coquard     | Cofidis                  | + 0 s           |
| 3.º | Corbin Strong     | Israel-Premier Tech      | + 0 s           |
| 4.º | Ide Schelling     | Bora-Hansgrohe           | + 0 s           |
| 5.º | Clément Venturini | AG2R Citroën Team        | + 0 s           |
| 6.º | Frederik Wandahl  | Bora-Hansgrohe           | + 0 s           |
| 7.º | Jon Aberasturi    | Trek-Segafredo           | + 0 s           |
| 8.º | Milan Menten      | Lotto Dstny              | + 0 s           |
| 9.º | Arne Marit        | Intermarché-Circus-Wanty | + 0 s           |
| 10.º | Simone Velasco    | Astana Qazaqstan Team    | + 0 s           |

| \| Clasificación general \| Clasificación general \| Clasificación general \| Clasificación general \| Clasificación general \| \| Ciclista \| Ciclista \| Equipo \| Tiempo \| \| \| --------------------- \| --------------------- \| --------------------- \| --------------------- \| --------------------- \| \| 1.º \| Primož Roglič \| Jumbo-Visma \| 17 h 01 min 54 s \| \| \| 2.º \| Remco Evenepoel \| Soudal Quick-Step \| + 0 s \| \| \| 3.º \| Giulio Ciccone \| Trek-Segafredo \| + 19 s \| \| \| 4.º \| Mikel Landa \| Bahrain Victorious \| + 44 s \| \| \| 5.º \| João Almeida \| UAE Team Emirates \| + 44 s \| \| \| 6.º \| Michael Woods \| Israel-Premier Tech \| + 48 s \| \| \| 7.º \| Jai Hindley \| Bora-Hansgrohe \| + 48 s \| \| \| 8.º \| Esteban Chaves \| EF Education-EasyPost \| + 48 s \| \| \| 9.º \| Cian Uijtdebroeks \| Bora-Hansgrohe \| + 58 s \| \| \| 10.º \| Marc Soler \| UAE Team Emirates \| + 1 min 12 s \| \| |                   |                       |                  |
| |                   |                       |                  |
| Fuente: ProCyclingStats |                   |                       |                  |
| Clasificación general |                   |                       |                  |
| Ciclista | Ciclista          | Equipo                | Tiempo           |
| 1.º | Primož Roglič     | Jumbo-Visma           | 17 h 01 min 54 s |
| 2.º | Remco Evenepoel   | Soudal Quick-Step     | + 0 s            |
| 3.º | Giulio Ciccone    | Trek-Segafredo        | + 19 s           |
| 4.º | Mikel Landa       | Bahrain Victorious    | + 44 s           |
| 5.º | João Almeida      | UAE Team Emirates     | + 44 s           |
| 6.º | Michael Woods     | Israel-Premier Tech   | + 48 s           |
| 7.º | Jai Hindley       | Bora-Hansgrohe        | + 48 s           |
| 8.º | Esteban Chaves    | EF Education-EasyPost | + 48 s           |
| 9.º | Cian Uijtdebroeks | Bora-Hansgrohe        | + 58 s           |
| 10.º | Marc Soler        | UAE Team Emirates     | + 1 min 12 s     |

### 5ª etapa
| Tortosa - Tierras del Ebro | etapa de montaña | (176,6 km) |

| \| Clasificación de la etapa \| Clasificación de la etapa \| Clasificación de la etapa \| Clasificación de la etapa \| Clasificación de la etapa \| \| Ciclista \| Ciclista \| Equipo \| Tiempo \| \| \| ------------------------- \| ------------------------- \| ------------------------- \| ------------------------- \| ------------------------- \| \| 1.º \| Primož Roglič \| Jumbo-Visma \| 4 h 27 min 41 s \| \| \| 2.º \| Remco Evenepoel \| Soudal Quick-Step \| + 6 s \| \| \| 3.º \| João Almeida \| UAE Team Emirates \| + 12 s \| \| \| 4.º \| Marc Soler \| UAE Team Emirates \| + 12 s \| \| \| 5.º \| Rigoberto Urán \| EF Education-EasyPost \| + 44 s \| \| \| 6.º \| Lenny Martinez \| Groupama-FDJ \| + 47 s \| \| \| 7.º \| Mikel Landa \| Bahrain Victorious \| + 56 s \| \| \| 8.º \| Michael Woods \| Israel-Premier Tech \| + 56 s \| \| \| 9.º \| Jai Hindley \| Bora-Hansgrohe \| + 1 min 04 s \| \| \| 10.º \| Cian Uijtdebroeks \| Bora-Hansgrohe \| + 1 min 15 s \| \| |                   |                       |                 |
| |                   |                       |                 |
| Fuente: ProCyclingStats |                   |                       |                 |
| Clasificación de la etapa |                   |                       |                 |
| Ciclista | Ciclista          | Equipo                | Tiempo          |
| 1.º | Primož Roglič     | Jumbo-Visma           | 4 h 27 min 41 s |
| 2.º | Remco Evenepoel   | Soudal Quick-Step     | + 6 s           |
| 3.º | João Almeida      | UAE Team Emirates     | + 12 s          |
| 4.º | Marc Soler        | UAE Team Emirates     | + 12 s          |
| 5.º | Rigoberto Urán    | EF Education-EasyPost | + 44 s          |
| 6.º | Lenny Martinez    | Groupama-FDJ          | + 47 s          |
| 7.º | Mikel Landa       | Bahrain Victorious    | + 56 s          |
| 8.º | Michael Woods     | Israel-Premier Tech   | + 56 s          |
| 9.º | Jai Hindley       | Bora-Hansgrohe        | + 1 min 04 s    |
| 10.º | Cian Uijtdebroeks | Bora-Hansgrohe        | + 1 min 15 s    |

| \| Clasificación general \| Clasificación general \| Clasificación general \| Clasificación general \| Clasificación general \| \| Ciclista \| Ciclista \| Equipo \| Tiempo \| \| \| --------------------- \| --------------------- \| --------------------- \| --------------------- \| --------------------- \| \| 1.º \| Primož Roglič \| Jumbo-Visma \| 21 h 29 min 25 s \| \| \| 2.º \| Remco Evenepoel \| Soudal Quick-Step \| + 10 s \| \| \| 3.º \| João Almeida \| UAE Team Emirates \| + 1 min 02 s \| \| \| 4.º \| Mikel Landa \| Bahrain Victorious \| + 1 min 50 s \| \| \| 5.º \| Marc Soler \| UAE Team Emirates \| + 1 min 50 s \| \| \| 6.º \| Michael Woods \| Israel-Premier Tech \| + 1 min 54 s \| \| \| 7.º \| Giulio Ciccone \| Trek-Segafredo \| + 1 min 57 s \| \| \| 8.º \| Jai Hindley \| Bora-Hansgrohe \| + 2 min 02 s \| \| \| 9.º \| Cian Uijtdebroeks \| Bora-Hansgrohe \| + 2 min 23 s \| \| \| 10.º \| Rigoberto Urán \| EF Education-EasyPost \| + 2 min 44 s \| \| |                   |                       |                  |
| |                   |                       |                  |
| Fuente: ProCyclingStats |                   |                       |                  |
| Clasificación general |                   |                       |                  |
| Ciclista | Ciclista          | Equipo                | Tiempo           |
| 1.º | Primož Roglič     | Jumbo-Visma           | 21 h 29 min 25 s |
| 2.º | Remco Evenepoel   | Soudal Quick-Step     | + 10 s           |
| 3.º | João Almeida      | UAE Team Emirates     | + 1 min 02 s     |
| 4.º | Mikel Landa       | Bahrain Victorious    | + 1 min 50 s     |
| 5.º | Marc Soler        | UAE Team Emirates     | + 1 min 50 s     |
| 6.º | Michael Woods     | Israel-Premier Tech   | + 1 min 54 s     |
| 7.º | Giulio Ciccone    | Trek-Segafredo        | + 1 min 57 s     |
| 8.º | Jai Hindley       | Bora-Hansgrohe        | + 2 min 02 s     |
| 9.º | Cian Uijtdebroeks | Bora-Hansgrohe        | + 2 min 23 s     |
| 10.º | Rigoberto Urán    | EF Education-EasyPost | + 2 min 44 s     |

### 6.ª etapa
| Martorell - Molins de Rey | etapa de media montaña | (174,1 km) |

| \| Clasificación de la etapa \| Clasificación de la etapa \| Clasificación de la etapa \| Clasificación de la etapa \| Clasificación de la etapa \| \| Ciclista \| Ciclista \| Equipo \| Tiempo \| \| \| ------------------------- \| ------------------------- \| ------------------------- \| ------------------------- \| ------------------------- \| \| 1.º \| Kaden Groves \| Alpecin-Deceuninck \| 3 h 50 min 32 s \| \| \| 2.º \| Bryan Coquard \| Cofidis \| + 0 s \| \| \| 3.º \| Ide Schelling \| Bora-Hansgrohe \| + 0 s \| \| \| 4.º \| Maxim Van Gils \| Lotto Dstny \| + 0 s \| \| \| 5.º \| Remco Evenepoel \| Soudal Quick-Step \| + 0 s \| \| \| 6.º \| Andreas Kron \| Lotto Dstny \| + 0 s \| \| \| 7.º \| Dorian Godon \| AG2R Citroën Team \| + 0 s \| \| \| 8.º \| Patrick Konrad \| Bora-Hansgrohe \| + 0 s \| \| \| 9.º \| Primož Roglič \| Jumbo-Visma \| + 0 s \| \| \| 10.º \| Finn Fisher-Black \| UAE Team Emirates \| + 0 s \| \| |                   |                    |                 |
| |                   |                    |                 |
| Fuente: ProCyclingStats |                   |                    |                 |
| Clasificación de la etapa |                   |                    |                 |
| Ciclista | Ciclista          | Equipo             | Tiempo          |
| 1.º | Kaden Groves      | Alpecin-Deceuninck | 3 h 50 min 32 s |
| 2.º | Bryan Coquard     | Cofidis            | + 0 s           |
| 3.º | Ide Schelling     | Bora-Hansgrohe     | + 0 s           |
| 4.º | Maxim Van Gils    | Lotto Dstny        | + 0 s           |
| 5.º | Remco Evenepoel   | Soudal Quick-Step  | + 0 s           |
| 6.º | Andreas Kron      | Lotto Dstny        | + 0 s           |
| 7.º | Dorian Godon      | AG2R Citroën Team  | + 0 s           |
| 8.º | Patrick Konrad    | Bora-Hansgrohe     | + 0 s           |
| 9.º | Primož Roglič     | Jumbo-Visma        | + 0 s           |
| 10.º | Finn Fisher-Black | UAE Team Emirates  | + 0 s           |

| \| Clasificación general \| Clasificación general \| Clasificación general \| Clasificación general \| Clasificación general \| \| Ciclista \| Ciclista \| Equipo \| Tiempo \| \| \| --------------------- \| --------------------- \| --------------------- \| --------------------- \| --------------------- \| \| 1.º \| Primož Roglič \| Jumbo-Visma \| 25 h 19 min 52 s \| \| \| 2.º \| Remco Evenepoel \| Soudal Quick-Step \| + 10 s \| \| \| 3.º \| João Almeida \| UAE Team Emirates \| + 1 min 07 s \| \| \| 4.º \| Marc Soler \| UAE Team Emirates \| + 1 min 54 s \| \| \| 5.º \| Mikel Landa \| Bahrain Victorious \| + 1 min 55 s \| \| \| 6.º \| Michael Woods \| Israel-Premier Tech \| + 1 min 59 s \| \| \| 7.º \| Giulio Ciccone \| Trek-Segafredo \| + 2 min 02 s \| \| \| 8.º \| Jai Hindley \| Bora-Hansgrohe \| + 2 min 07 s \| \| \| 9.º \| Cian Uijtdebroeks \| Bora-Hansgrohe \| + 2 min 28 s \| \| \| 10.º \| Rigoberto Urán \| EF Education-EasyPost \| + 2 min 49 s \| \| |                   |                       |                  |
| |                   |                       |                  |
| Fuente: ProCyclingStats |                   |                       |                  |
| Clasificación general |                   |                       |                  |
| Ciclista | Ciclista          | Equipo                | Tiempo           |
| 1.º | Primož Roglič     | Jumbo-Visma           | 25 h 19 min 52 s |
| 2.º | Remco Evenepoel   | Soudal Quick-Step     | + 10 s           |
| 3.º | João Almeida      | UAE Team Emirates     | + 1 min 07 s     |
| 4.º | Marc Soler        | UAE Team Emirates     | + 1 min 54 s     |
| 5.º | Mikel Landa       | Bahrain Victorious    | + 1 min 55 s     |
| 6.º | Michael Woods     | Israel-Premier Tech   | + 1 min 59 s     |
| 7.º | Giulio Ciccone    | Trek-Segafredo        | + 2 min 02 s     |
| 8.º | Jai Hindley       | Bora-Hansgrohe        | + 2 min 07 s     |
| 9.º | Cian Uijtdebroeks | Bora-Hansgrohe        | + 2 min 28 s     |
| 10.º | Rigoberto Urán    | EF Education-EasyPost | + 2 min 49 s     |

### 7.ª etapa
| Barcelona - Barcelona | etapa de media montaña | (135,8 km) |

| \| Clasificación de la etapa \| Clasificación de la etapa \| Clasificación de la etapa \| Clasificación de la etapa \| Clasificación de la etapa \| \| Ciclista \| Ciclista \| Equipo \| Tiempo \| \| \| ------------------------- \| ------------------------- \| ------------------------- \| ------------------------- \| ------------------------- \| \| 1.º \| Remco Evenepoel \| Soudal Quick-Step \| 2 h 59 min 24 s \| \| \| 2.º \| Primož Roglič \| Jumbo-Visma \| + 0 s \| \| \| 3.º \| Marc Soler \| UAE Team Emirates \| + 53 s \| \| \| 4.º \| Corbin Strong \| Israel-Premier Tech \| + 58 s \| \| \| 5.º \| Giulio Ciccone \| Trek-Segafredo \| + 58 s \| \| \| 6.º \| Andreas Kron \| Lotto Dstny \| + 58 s \| \| \| 7.º \| Mikel Landa \| Bahrain Victorious \| + 58 s \| \| \| 8.º \| David de la Cruz \| Astana Qazaqstan Team \| + 58 s \| \| \| 9.º \| Koen Bouwman \| Jumbo-Visma \| + 58 s \| \| \| 10.º \| Oscar Onley \| Team DSM \| + 58 s \| \| |                  |                       |                 |
| |                  |                       |                 |
| Fuente: ProCyclingStats |                  |                       |                 |
| Clasificación de la etapa |                  |                       |                 |
| Ciclista | Ciclista         | Equipo                | Tiempo          |
| 1.º | Remco Evenepoel  | Soudal Quick-Step     | 2 h 59 min 24 s |
| 2.º | Primož Roglič    | Jumbo-Visma           | + 0 s           |
| 3.º | Marc Soler       | UAE Team Emirates     | + 53 s          |
| 4.º | Corbin Strong    | Israel-Premier Tech   | + 58 s          |
| 5.º | Giulio Ciccone   | Trek-Segafredo        | + 58 s          |
| 6.º | Andreas Kron     | Lotto Dstny           | + 58 s          |
| 7.º | Mikel Landa      | Bahrain Victorious    | + 58 s          |
| 8.º | David de la Cruz | Astana Qazaqstan Team | + 58 s          |
| 9.º | Koen Bouwman     | Jumbo-Visma           | + 58 s          |
| 10.º | Oscar Onley      | Team DSM              | + 58 s          |

## Clasificaciones finales
- Las clasificaciones finalizaron de la siguiente forma:[2]

### Clasificación general
| \| Clasificación general \| Clasificación general \| Clasificación general \| Clasificación general \| Clasificación general \| \| Ciclista \| Ciclista \| Equipo \| Tiempo \| \| \| --------------------- \| --------------------- \| --------------------- \| --------------------- \| --------------------- \| \| 1.º \| Primož Roglič \| Jumbo-Visma \| 28 h 19 min 10 s \| \| \| 2.º \| Remco Evenepoel \| Soudal Quick-Step \| + 6 s \| \| \| 3.º \| João Almeida \| UAE Team Emirates \| + 2 min 11 s \| \| \| 4.º \| Marc Soler \| UAE Team Emirates \| + 2 min 49 s \| \| \| 5.º \| Mikel Landa \| Bahrain Victorious \| + 2 min 59 s \| \| \| 6.º \| Michael Woods \| Israel-Premier Tech \| + 3 min 03 s \| \| \| 7.º \| Giulio Ciccone \| Trek-Segafredo \| + 3 min 06 s \| \| \| 8.º \| Jai Hindley \| Bora-Hansgrohe \| + 3 min 11 s \| \| \| 9.º \| Cian Uijtdebroeks \| Bora-Hansgrohe \| + 3 min 32 s \| \| \| 10.º \| Rigoberto Urán \| EF Education-EasyPost \| + 3 min 53 s \| \| |                   |                       |                  |
| |                   |                       |                  |
| Fuente: ProCyclingStats |                   |                       |                  |
| Clasificación general |                   |                       |                  |
| Ciclista | Ciclista          | Equipo                | Tiempo           |
| 1.º | Primož Roglič     | Jumbo-Visma           | 28 h 19 min 10 s |
| 2.º | Remco Evenepoel   | Soudal Quick-Step     | + 6 s            |
| 3.º | João Almeida      | UAE Team Emirates     | + 2 min 11 s     |
| 4.º | Marc Soler        | UAE Team Emirates     | + 2 min 49 s     |
| 5.º | Mikel Landa       | Bahrain Victorious    | + 2 min 59 s     |
| 6.º | Michael Woods     | Israel-Premier Tech   | + 3 min 03 s     |
| 7.º | Giulio Ciccone    | Trek-Segafredo        | + 3 min 06 s     |
| 8.º | Jai Hindley       | Bora-Hansgrohe        | + 3 min 11 s     |
| 9.º | Cian Uijtdebroeks | Bora-Hansgrohe        | + 3 min 32 s     |
| 10.º | Rigoberto Urán    | EF Education-EasyPost | + 3 min 53 s     |

### Clasificación de la montaña
| Clasificación de la montaña | Clasificación de la montaña | Clasificación de la montaña | Clasificación de la montaña | Clasificación de la montaña |
| Ciclista                    | Ciclista                    | Equipo                      | Puntos                      |                             |
| --------------------------- | --------------------------- | --------------------------- | --------------------------- | --------------------------- |
| 1.º                         | Remco Evenepoel             | Soudal Quick-Step           | 69 pts                      |                             |
| 2.º                         | Primož Roglič               | Jumbo-Visma                 | 68 pts                      |                             |
| 3.º                         | Guillaume Martin            | Cofidis                     | 61 pts                      |                             |
| 4.º                         | Simone Petilli              | Intermarché-Circus-Wanty    | 37 pts                      |                             |
| 5.º                         | Giulio Ciccone              | Trek-Segafredo              | 32 pts                      |                             |
| 6.º                         | João Almeida                | UAE Team Emirates           | 29 pts                      |                             |
| 7.º                         | Marc Soler                  | UAE Team Emirates           | 27 pts                      |                             |
| 8.º                         | Richard Carapaz             | EF Education-EasyPost       | 22 pts                      |                             |
| 9.º                         | Maxim Van Gils              | Lotto Dstny                 | 20 pts                      |                             |
| 10.º                        | Mikel Landa                 | Bahrain Victorious          | 16 pts                      |                             |

### Clasificación de los sprints (metas volantes)
| Clasificación por puntos | Clasificación por puntos | Clasificación por puntos | Clasificación por puntos | Clasificación por puntos |
| Ciclista                 | Ciclista                 | Equipo                   | Puntos                   |                          |
| ------------------------ | ------------------------ | ------------------------ | ------------------------ | ------------------------ |
| 1.º                      | Primož Roglič            | Jumbo-Visma              | 43 pts                   |                          |
| 2.º                      | Remco Evenepoel          | Soudal Quick-Step        | 41 pts                   |                          |
| 3.º                      | Kaden Groves             | Alpecin-Deceuninck       | 20 pts                   |                          |
| 4.º                      | Giulio Ciccone           | Trek-Segafredo           | 14 pts                   |                          |
| 5.º                      | Bryan Coquard            | Cofidis                  | 12 pts                   |                          |
| 6.º                      | Simone Petilli           | Intermarché-Circus-Wanty | 8 pts                    |                          |
| 7.º                      | Ide Schelling            | Bora-Hansgrohe           | 8 pts                    |                          |
| 8.º                      | Richard Carapaz          | EF Education-EasyPost    | 6 pts                    |                          |
| 9.º                      | Marc Soler               | UAE Team Emirates        | 5 pts                    |                          |
| 10.º                     | Roger Adrià              | Equipo Kern Pharma       | 4 pts                    |                          |

### Clasificación de los jóvenes
| Clasificación del mejor joven | Clasificación del mejor joven | Clasificación del mejor joven | Clasificación del mejor joven | Clasificación del mejor joven |
| Ciclista                      | Ciclista                      | Equipo                        | Tiempo                        |                               |
| ----------------------------- | ----------------------------- | ----------------------------- | ----------------------------- | ----------------------------- |
| 1.º                           | Remco Evenepoel               | Soudal Quick-Step             | 28 h 19 min 16 s              |                               |
| 2.º                           | Cian Uijtdebroeks             | Bora-Hansgrohe                | + 3 min 26 s                  |                               |
| 3.º                           | Lenny Martinez                | Groupama-FDJ                  | + 4 min 19 s                  |                               |
| 4.º                           | Lennert Van Eetvelt           | Lotto Dstny                   | + 6 min 21 s                  |                               |
| 5.º                           | Oscar Onley                   | Team DSM                      | + 25 min 45 s                 |                               |
| 6.º                           | Ilan Van Wilder               | Soudal Quick-Step             | + 29 min 19 s                 |                               |
| 7.º                           | Hugo Toumire                  | Cofidis                       | + 33 min 34 s                 |                               |
| 8.º                           | Matthew Riccitello            | Israel-Premier Tech           | + 37 min 03 s                 |                               |
| 9.º                           | Finn Fisher-Black             | UAE Team Emirates             | + 39 min 52 s                 |                               |
| 10.º                          | Raúl García Pierna            | Equipo Kern Pharma            | + 47 min 42 s                 |                               |

### Clasificación por equipos
| Clasificación por equipos | Clasificación por equipos | Clasificación por equipos | Clasificación por equipos |
| Equipo                    | Equipo                    | Tiempo                    |                           |
| ------------------------- | ------------------------- | ------------------------- | ------------------------- |
| 1.º                       | UAE Team Emirates         | 85 h 08 min 48 s          |                           |
| 2.º                       | EF Education-EasyPost     | + 8 min 54 s              |                           |
| 3.º                       | Bora-Hansgrohe            | + 9 min 45 s              |                           |
| 4.º                       | Movistar Team             | + 13 min 35 s             |                           |
| 5.º                       | Bahrain Victorious        | + 15 min 59 s             |                           |
| 6.º                       | AG2R Citroën Team         | + 16 min 09 s             |                           |
| 7.º                       | Jumbo-Visma               | + 17 min 30 s             |                           |
| 8.º                       | Cofidis                   | + 32 min 43 s             |                           |
| 9.º                       | Israel-Premier Tech       | + 33 min 04 s             |                           |
| 10.º                      | Soudal Quick-Step         | + 40 min 36 s             |                           |

## Evolución de las clasificaciones
| Etapa                   |                         | Ganador _       | Clasificación general | Puntos        | Montaña          | Jóvenes         | Equipo _          |
| ----------------------- | ----------------------- | --------------- | --------------------- | ------------- | ---------------- | --------------- | ----------------- |
| 1.ª etapa               | etapa llana             | Primož Roglič   | Primož Roglič         | Primož Roglič | Jetse Bol        | Remco Evenepoel | Bora-Hansgrohe    |
| 2.ª etapa               | etapa de montaña        | Giulio Ciccone  | Primož Roglič         | Primož Roglič | Giulio Ciccone   | Remco Evenepoel | UAE Team Emirates |
| 3.ª etapa               | etapa de montaña        | Remco Evenepoel | Primož Roglič         | Primož Roglič | Simone Petilli   | Remco Evenepoel | UAE Team Emirates |
| 4.ª etapa               | etapa llana             | Kaden Groves    | Primož Roglič         | Primož Roglič | Guillaume Martin | Remco Evenepoel | UAE Team Emirates |
| 5.ª etapa               | etapa de montaña        | Primož Roglič   | Primož Roglič         | Primož Roglič | Primož Roglič    | Remco Evenepoel | UAE Team Emirates |
| 6.ª etapa               | etapa de media montaña  | Kaden Groves    | Primož Roglič         | Primož Roglič | Primož Roglič    | Remco Evenepoel | UAE Team Emirates |
| 7.ª etapa               | etapa de media montaña  | Remco Evenepoel | Primož Roglič         | Primož Roglič | Remco Evenepoel  | Remco Evenepoel | UAE Team Emirates |
| Clasificaciones finales | Clasificaciones finales |                 | Primož Roglič         | Primož Roglič | Remco Evenepoel  | Remco Evenepoel | UAE Team Emirates |

## Ciclistas participantes y posiciones finales
Convenciones:
- AB-N: Abandono en la etapa "N"
- FLT-N: Retiro por arribo fuera del límite de tiempo en la etapa "N"
- NTS-N: No tomó la salida para la etapa "N"
- DES-N: Descalificado o expulsado en la etapa "N"

## UCI World Ranking
La Volta a Cataluña otorgó puntos para el UCI World Ranking para corredores de los equipos en las categorías UCI WorldTeam, UCI ProTeam y Continental. Las siguientes tablas son el baremo de puntuación y los diez corredores que obtuvieron más puntos:
| Posición              | 1.º | 2.º | 3.º | 4.º | 5.º | 6.º | 7.º | 8.º | 9.º | 10.º | 11.º | 12.º | 13.º | 14.º | 15.º | 16.º-20.º | 21.º-30.º | 31.º-50.º | 51.º-55.º | 56.º-60.º |
| Clasificación general | 400 | 320 | 260 | 220 | 180 | 140 | 120 | 100 | 80  | 68   | 56   | 48   | 40   | 32   | 28   | 24        | 16        | 8         | 4         | 2         |
| Por etapa             | 50  | 30  | 25  | 20  | 15  | 10  | 8   | 6   | 3   | 1    |      |      |      |      |      |           |           |           |           |           |
| Líder                 | 8   |     |     |     |     |     |     |     |     |      |      |      |      |      |      |           |           |           |           |           |

| Clasificación |                   |                     |         |       |       |       |
| Posición      | Ciclista          | Equipo              | General | Etapa | Líder | Total |
| ------------- | ----------------- | ------------------- | ------- | ----- | ----- | ----- |
| 1.º           | Primož Roglič     | Jumbo-Visma         | 400     | 193   | 48    | 641   |
| 2.º           | Remco Evenepoel   | Soudal Quick-Step   | 320     | 200   | -     | 520   |
| 3.º           | João Almeida      | UAE Emirates        | 260     | 50    | -     | 310   |
| 4.º           | Marc Soler        | UAE Emirates        | 220     | 45    | -     | 265   |
| 5.º           | Mikel Landa       | Bahrain Victorious  | 180     | 46    | -     | 226   |
| 6.º           | Giulio Ciccone    | Trek-Segafredo      | 120     | 105   | -     | 225   |
| 7.º           | Michael Woods     | Israel-Premier Tech | 140     | 20    | -     | 160   |
| 8.º           | Jai Hindley       | Bora-Hansgrohe      | 100     | 26    | -     | 126   |
| 9.º           | Kaden Groves      | Alpecin-Deceuninck  | -       | 100   | -     | 100   |
| 10.º          | Cian Uijtdebroeks | Bora-Hansgrohe      | 80      | 8     | -     | 88    |